# 沙利文縣 (新罕布什爾州)
沙利文縣（英語：Sullivan County）是美国新罕布什尔州西南部的一個郡，西鄰佛蒙特州，面積1,429平方公里。根據2020年美國人口普查，共有人口43,063人。縣治紐波特。該縣成立於1827年，縣名紀念美國獨立戰爭英雄約翰·沙利文少将。